# 神奈川県道515号三井相模湖線

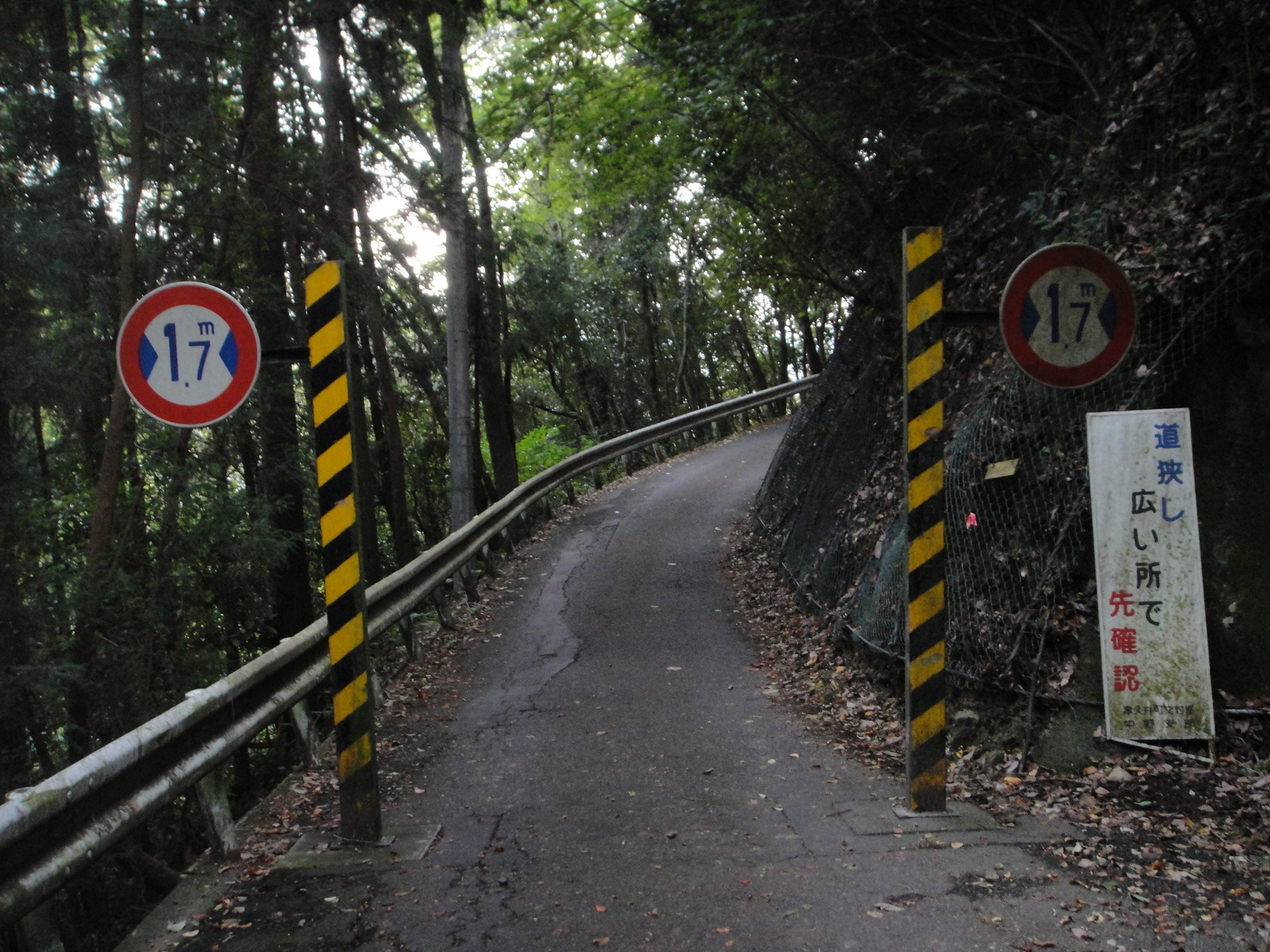
最大幅1.7mの制限がされている。

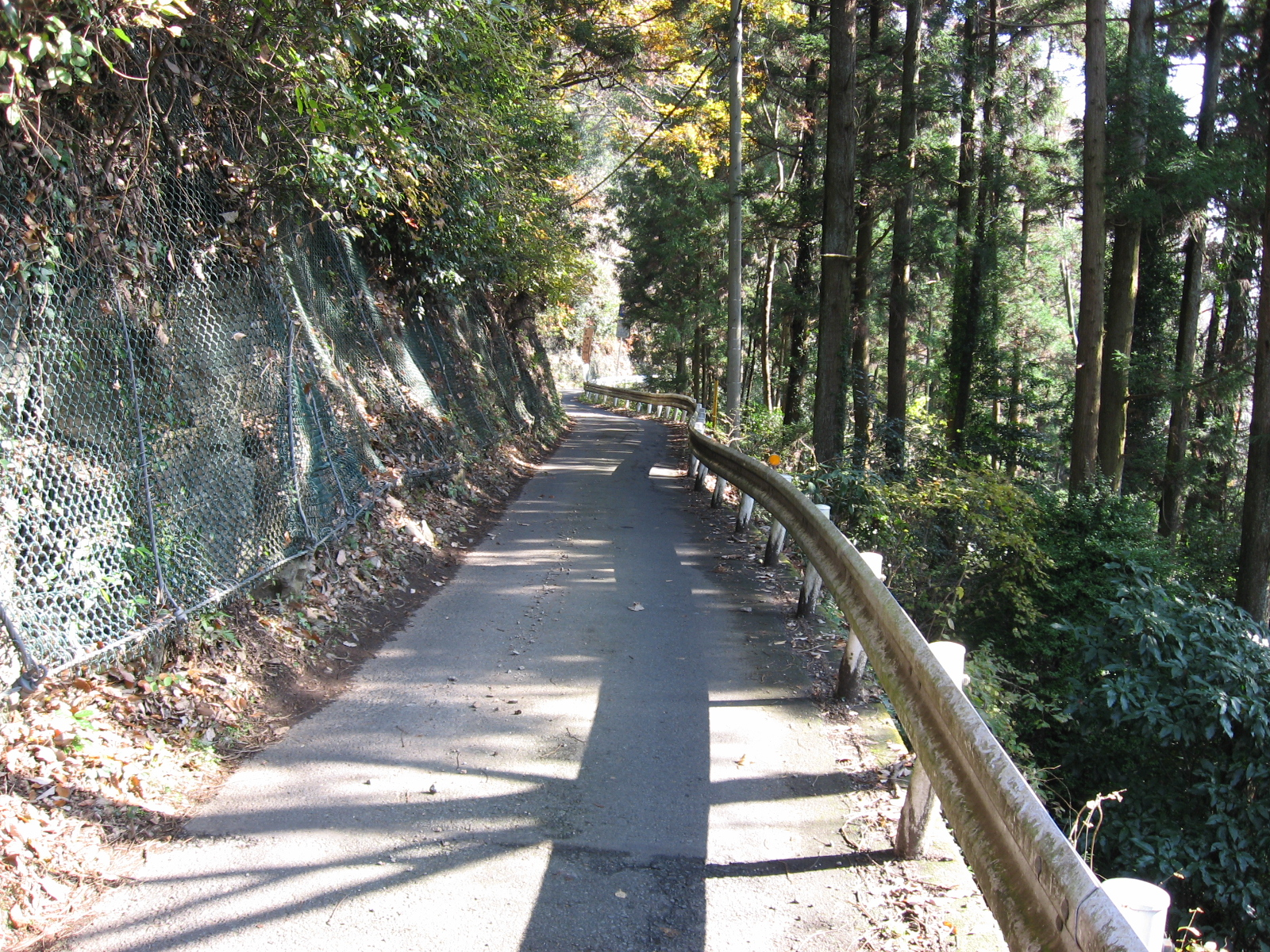
ほとんどの区間がこのような狭い道となっている

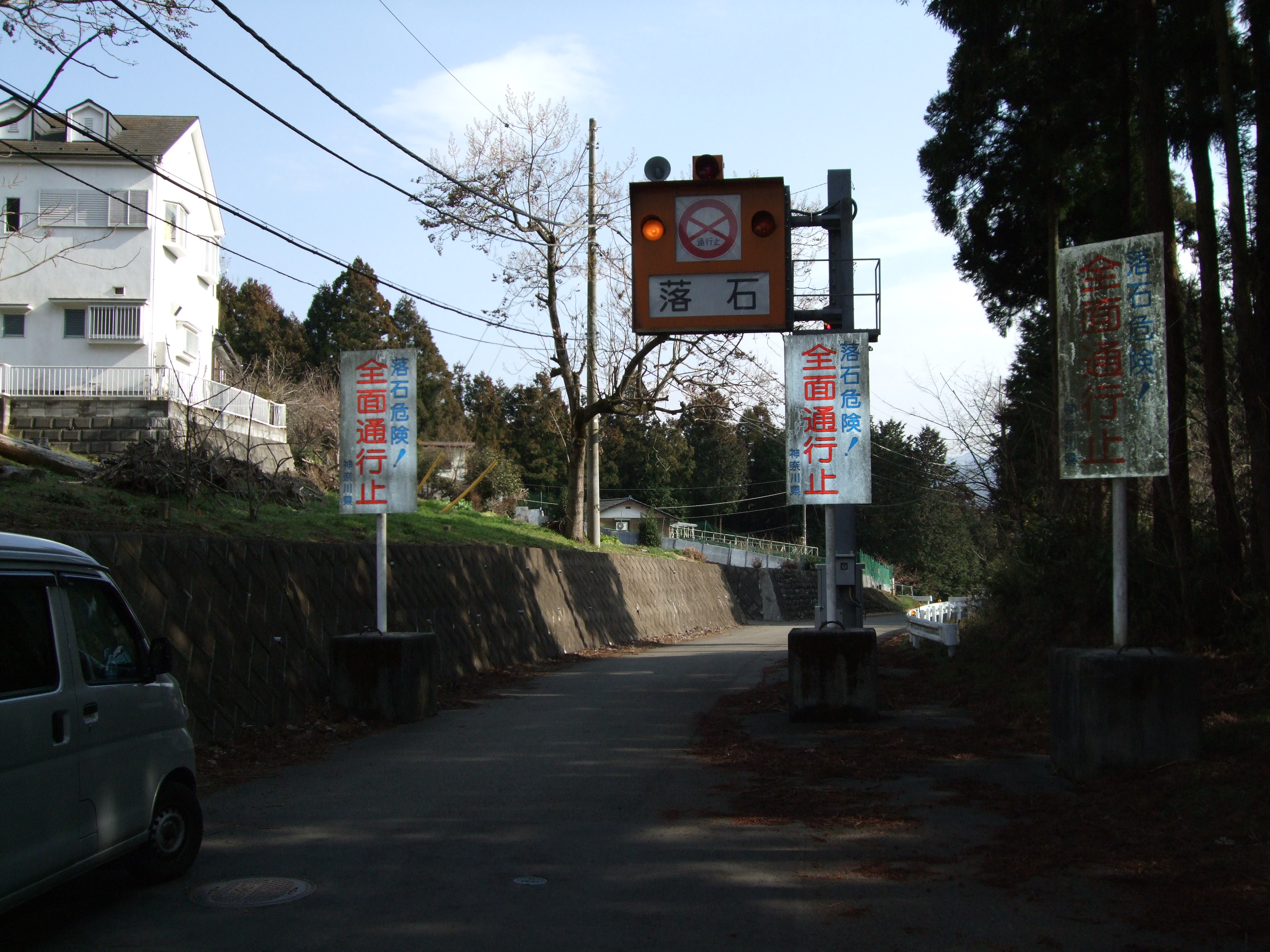
全面通行止標識（赤馬集落側）

神奈川県道515号三井相模湖線（かながわけんどう515ごう みいさがみこせん）は、神奈川県相模原市緑区三井から同市同区千木良に至る県道である。

## 概要
相模川を挟んで国道413号（津久井街道）と併走しているが、長期通行止め区間があり、供用されている区間も非常に狭隘な道路となっている。

### 路線データ
- 全長：7.5km
- 起点：神奈川県相模原市緑区三井 信号無交差点（神奈川県道513号鳥屋川尻線）
- 終点：神奈川県相模原市緑区千木良 信号交差点（国道20号）

### 通年通行規制 (通行止め)
通年通行止め区間 : 赤馬集落ゲート(起点) - 名手集落ゲート 
区間延長 : 1.8km

## 路線状況
起点から名手（なで）集落まで道幅は1.7メートル弱であり、随所に待避所が設置されている。なお、この区間は自然災害で崖が一部崩落し、さらに土砂、岩石、倒木が急峻な崖上に滞留しており道路に崩落する恐れがあり、2020年2月から斜面調査のため当面の間通行止めとなっている。このため、名手集落へは対岸の国道413号から名手橋を経由する道路が、事実上唯一のアクセス手段となっている。
名手集落から赤馬（あこうま）集落までの区間は長期通行止めとなっている。送電線巡視路と交差する箇所もあるが、土砂堆積や大規模な崩落が複数発生しており、事実上の廃道状態となっている。

### 重複区間
- 信号無交差点（千木良） - 終点（神奈川県道517号奥牧野相模湖線）

### 長期通行止区間の状況

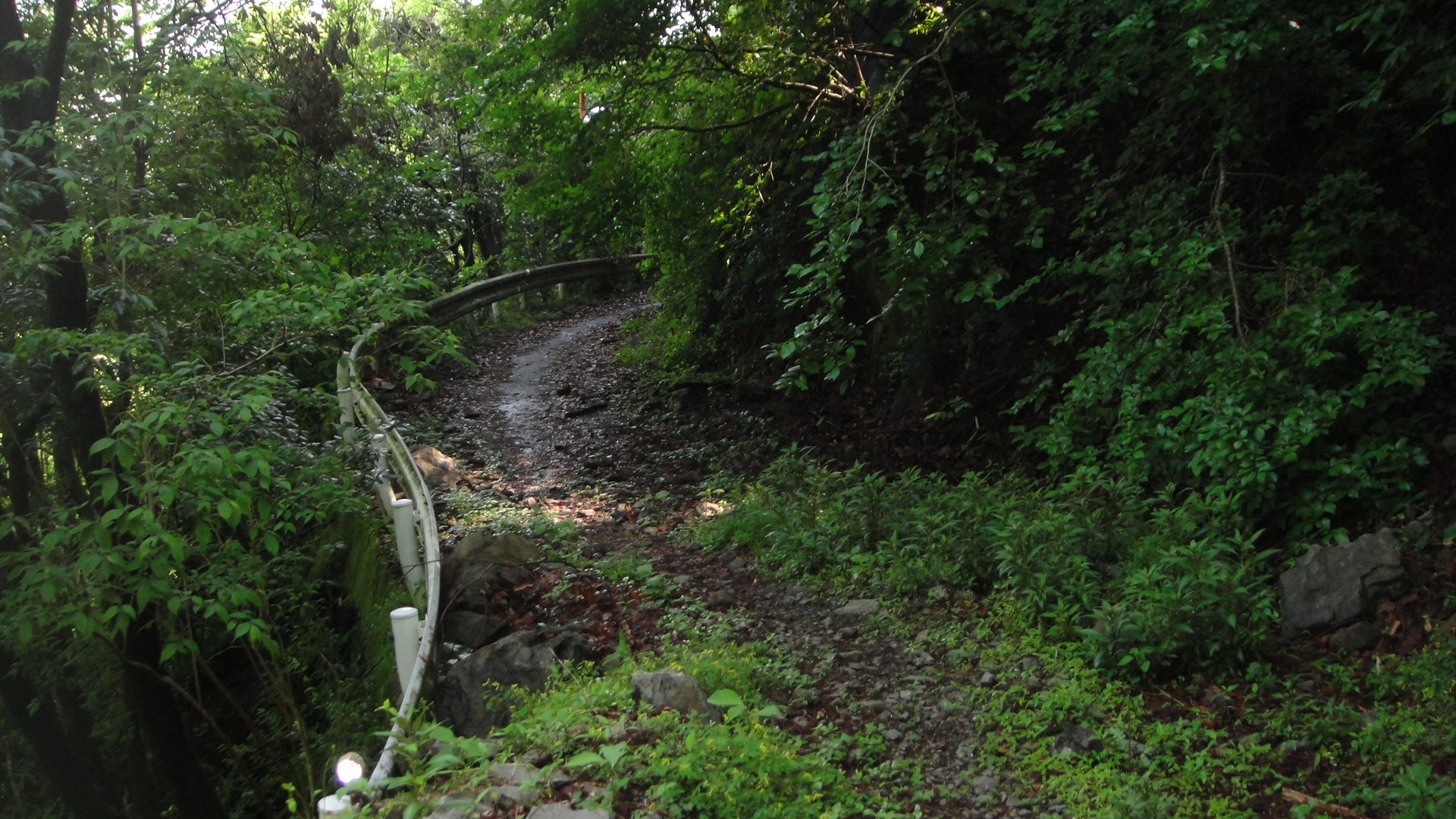
通行止め区間
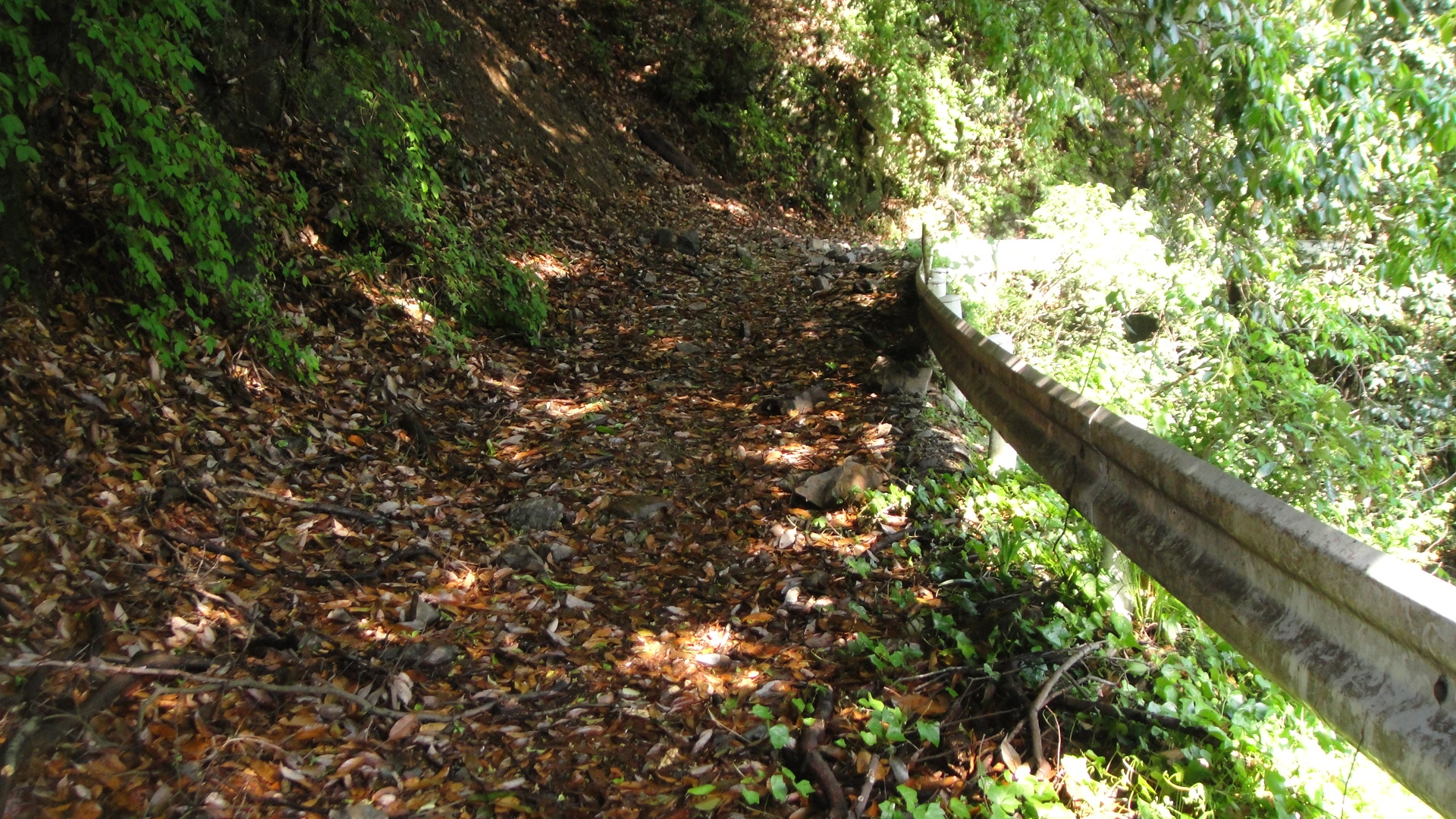
通行止め区間は土砂崩れが酷い
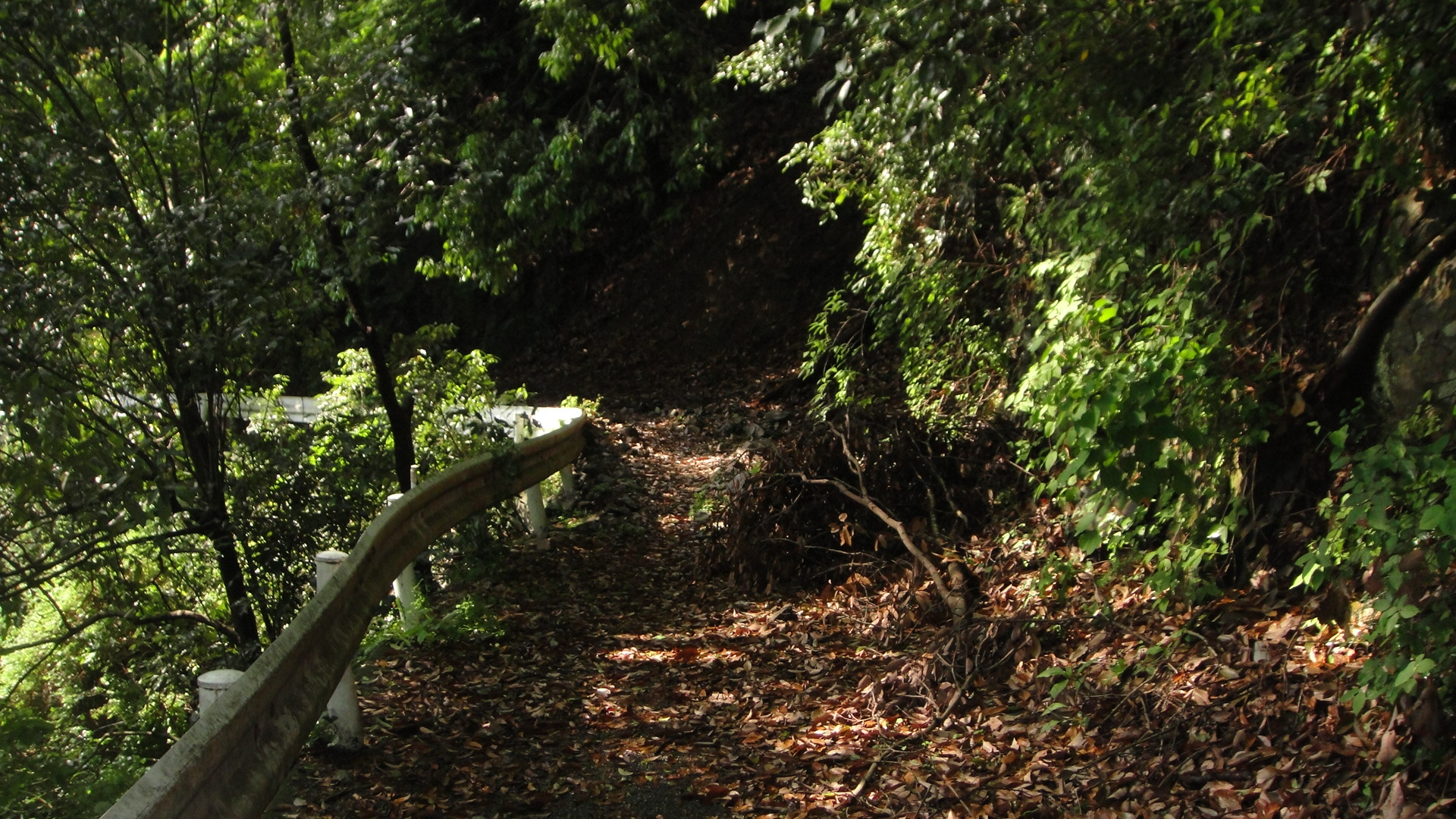
土砂崩れが酷い場所だとガードレールより高く土砂が積もっている
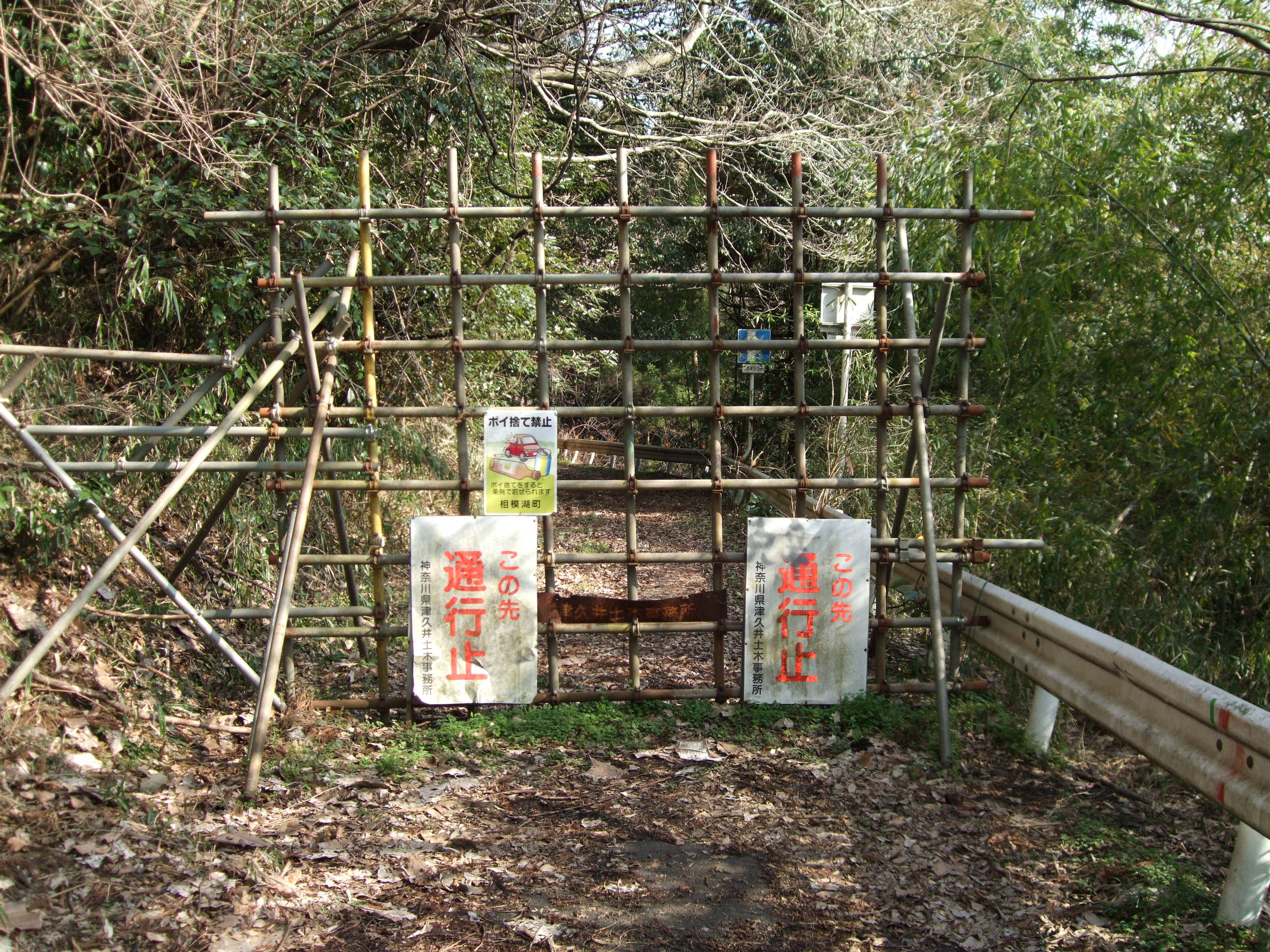
赤馬集落側の通行止め箇所

## 地理

### 通過する自治体
- 神奈川県
  - 相模原市（緑区）

### 交差する道路
- 神奈川県道513号鳥屋川尻線（三井）
- 市道 （名手）- 名手橋を経由し国道413号へ接続
- 神奈川県道517号奥牧野相模湖線（千木良）
- 国道20号（千木良）

### 周辺の地理・施設
- 津久井湖
- 東光寺
- 沼本ダム
- 相模川
- 神奈川県立津久井やまゆり園（知的障害者更生施設）
- 相模原市立千木良小学校